# Гламак, Джордж
Джордж Грегори Гламак (англ. George Gregory Glamack; 7 июня 1919, Джонстаун, Пенсильвания, США — 10 марта 1987, Рочестер, Нью-Йорк, США) — американский профессиональный баскетболист, завершивший карьеру. Чемпион НБЛ сезона 1945/1946 годов в составе «Рочестер Роялз».

## Ранние годы
Джордж Гламак родился в городе Джонстаун (штат Пенсильвания), учился в подготовительной школе Аллентауна (штат Пенсильвания), в которой играл за местную баскетбольную команду.

## Студенческая карьера
В 1941 году окончил Университет Северной Каролины в Чапел-Хилл, где в течение трёх лет играл за команду «Северная Каролина Тар Хилз», в которой провёл успешную карьеру. При Гламаке «Тар Хилз» по одному разу выигрывали регулярный чемпионат Южной конференции (1941) и турнир Южной конференции (1940), а также один раз выходили в плей-офф студенческого чемпионата США (1941).
В сезоне 1940/1941 годов Джордж Гламак набрал 42 очка в игре против клуба «Клемсон Тайгерс», что на данный момент является четвёртым результатом в истории команды. В том же году «Тар Хилз» впервые в своей истории вышли в 1/4 плей-офф турнира NCAA (англ. Elite Eight), где в региональном полуфинале, 21 марта, проиграли команде Эдди Стралоски «Питтсбург Пантерс» со счётом 20—26, в котором Гламак стал лучшим игроком матча, набрав 9 очков. Джордж два года подряд признавался баскетболистом года среди студентов по версии Helms Foundation, а также два года подряд включался в 1-ю всеамериканскую сборную NCAA (1940—1941). Свитер с номером 20, под которым он выступал, был закреплён за ним и выведен из употребления.

## Профессиональная карьера
Играл на позиции тяжёлого форварда и центрового. В 1941 году заключил соглашение с командой «Акрон Гудиер Уингфутс», выступавшей в Национальной баскетбольной лиге. Позже выступал за команды «Уилмингтон Бомберс» (АБЛ), «Рочестер Роялз» (НБЛ), «Индианаполис Каутскис» (НБЛ), «Индианаполис Джетс» (БАА), «Хэммонд Кэлумет Бакканирс» (НБЛ) и «Гранд-Рапидс Хорнетс» (НПБЛ). Всего в НБЛ провёл 5 сезонов, а в БАА — 1 неполный сезон. В 1942 году был признан новичком года НБЛ. В сезоне 1945/1946 годов, будучи одноклубником Эла Керви, Рэда Хольцмана и Боба Дэвиса, Гламак в составе «Рочестер Роялз» выиграл чемпионский титул и попутно стал самым результативным игроком команды, набрав 417 очков. Помимо этого один раз включался в 1-ю сборную всех звёзд НБЛ (1946), а также один раз — во 2-ю сборную всех звёзд НБЛ (1942). Всего за карьеру в НБЛ сыграл 202 игры, в которых набрал 2138 очков (в среднем 10,6 за игру). Всего за карьеру в БАА сыграл 11 игр, в которых набрал 102 очка (в среднем 6,9 за игру) и сделал 19 передач.
Его прозвище «слепой бомбардир» ("The Blind Bomber") было источником вдохновения для тех, кто любил преодолевать трудности. Spaulding Guide отмечал, что Гламак, когда находился на площадке был настолько близорук, что мяч в его руках был просто тусклым объектом, но, вероятно, он никогда не смотрел, куда бросал, полагаясь на своё чувство расстояния и направления. Его секрет заключался в том, что он просто смотрел на чёрные линии на площадке, и делая это, автоматически определял расстояние до корзины и измерял силу броска.

## Смерть
Джордж Гламак умер 10 марта 1987 года на 68-м году жизни в городе Рочестер (штат Нью-Йорк).

## Статистика

### Статистика в НБА
| Сезон                                                                                    | Команда            | Регулярный сезон | Регулярный сезон | Регулярный сезон | Регулярный сезон | Регулярный сезон | Регулярный сезон | Регулярный сезон | Регулярный сезон | Регулярный сезон | Регулярный сезон | Регулярный сезон | Серия плей-офф | Серия плей-офф | Серия плей-офф | Серия плей-офф | Серия плей-офф | Серия плей-офф | Серия плей-офф | Серия плей-офф | Серия плей-офф | Серия плей-офф | Серия плей-офф |
| Сезон                                                                                    | Команда            | GP               | GS               | MPG              | FG%              | 3P%              | FT%              | RPG              | APG              | SPG              | BPG              | PPG              | GP             | GS             | MPG            | FG%            | 3P%            | FT%            | RPG            | APG            | SPG            | BPG            | PPG            |
| ---------------------------------------------------------------------------------------- | ------------------ | ---------------- | ---------------- | ---------------- | ---------------- | ---------------- | ---------------- | ---------------- | ---------------- | ---------------- | ---------------- | ---------------- | -------------- | -------------- | -------------- | -------------- | -------------- | -------------- | -------------- | -------------- | -------------- | -------------- | -------------- |
| 1948/49                                                                                  | Индианаполис Джетс | 11               |                  |                  | 24,8             |                  | 76,4             | 0,0              | 1,7              |                  |                  | 9,3              | Не участвовал  | Не участвовал  | Не участвовал  | Не участвовал  | Не участвовал  | Не участвовал  | Не участвовал  | Не участвовал  | Не участвовал  | Не участвовал  | Не участвовал  |
|                                                                                          | Всего              | 11               |                  |                  | 24,8             |                  | 76,4             | 0,0              | 1,7              |                  |                  | 9,3              | Не участвовал  | Не участвовал  | Не участвовал  | Не участвовал  | Не участвовал  | Не участвовал  | Не участвовал  | Не участвовал  | Не участвовал  | Не участвовал  | Не участвовал  |
| Наведите курсор мыши на аббревиатуры в заголовке таблицы, чтобы прочесть их расшифровку. |                    |                  |                  |                  |                  |                  |                  |                  |                  |                  |                  |                  |                |                |                |                |                |                |                |                |                |                |                |